# Nina Backlund
Nina Backlund, född 1960, är en finländsk författare född i Jakobstad men numera bosatt på Åland. Hennes första bok var fackboken Ett band för vänskapen, som utkom 2007 i tryckt utgåva och 2014 som e-bok.
Inom den skönlitterära genren debuterade hon 2012 med humorromanen 60+ och singel. Denna har även utkommit som e-bok (2012) och som MP3-ljudbok (2014), inläst av författaren själv.
Backlunds senaste utgivning är samlingsvolymen YOLO [man lever bara en gång], som omfattar en kortroman och tre noveller.